# Renata Mauro
Renata Mauro (eigentl. Renata Maraolo, * 17. Mai 1934 in Mailand; † 28. März 2009 in Biella) war eine italienische Sängerin, Fernsehmoderatorin und Schauspielerin.
Ab Mitte der 1950er Jahre war sie als Schauspielerin in italienischen Filmproduktionen tätig. In den 1960er Jahren erschienen zwei Handvoll Singles von ihr im Bereich Schlager/Jazz. 1965 moderierte sie den Gran Premio Eurovisione della Canzone in Neapel, 1967 auch das Sanremo-Festival an der Seite von Mike Bongiorno. Von 1967 bis 1970 moderierte sie die italienischen Sendungen von Spiel ohne Grenzen. 